# Georg Bretschneider
Georg Moritz Bretschneider (* 11. Mai 1901 in Mylau; † 23. September 1995 in Frankfurt am Main) war ein deutscher Jurist und Vizepräsident des Bundesrechnungshofs.

## Leben
Nach dem Abitur am Realgymnasium Reichenbach nahm Bretschneider zum Wintersemester 1920/1921 das Studium der Rechts- und Verwaltungswissenschaften an der Eberhard Karls Universität Tübingen auf, welches er ab 1922 an der Universität Leipzig fortsetzte. In Tübingen wurde er Mitglied der Landsmannschaft Schottland, in Leipzig bei der Landsmannschaft Afrania.
Nach der Promotion zum Dr. jur. 1927 an der Universität Leipzig, schloss Bretschneider das Studium 1927 mit dem Assessorexamen ab.
Als Regierungsassessor kam Bretschneider 1928 zum Sächsischen Justizministerium. Ab 1933 war er als Regierungsrat am Landesfinanzamt Dresden und ab 1936 am Landesfinanzamt Königsberg tätig. 1938 kam Bretschneider als Regierungsrat nach Innsbruck und wurde Oktober 1938 nach Berlin versetzt. Seit 1949 war er Oberregierungsrat bei der Finanzverwaltung in Bad Homburg und ab 1951 Ministerialrat in Bonn.
Von 1961 bis 1969 bis amtierte Georg Bretschneider als Vizepräsident des Bundesrechnungshofes in Frankfurt am Main. Nach dem Tod von Guido Hertels im Juli 1963 amtierte Bretschneider interimsweise ein Jahr als dessen Präsident.

## Ehrungen
- 1969: Großes Verdienstkreuz mit Stern des Verdienstordens der Bundesrepublik Deutschland

## Nachweise
- Erich Faul (Hrsg.): Landsmannschaft Schottland zu Tübingen – Liste aller Bundesbrüder 1849–1959, Stuttgart 1969.
- Broschüre des Bundesrechnungshofes (PDF-Datei; 2,26 MB)

| Personendaten    | Personendaten                                              |
| ---------------- | ---------------------------------------------------------- |
| NAME             | Bretschneider, Georg                                       |
| ALTERNATIVNAMEN  | Bretschneider, Georg Moritz (vollständiger Name)           |
| KURZBESCHREIBUNG | deutscher Jurist und Vizepräsident des Bundesrechnungshofs |
| GEBURTSDATUM     | 11. Mai 1901                                               |
| GEBURTSORT       | Mylau                                                      |
| STERBEDATUM      | 23. September 1995                                         |
| STERBEORT        | Frankfurt am Main                                          |